# Baletemys kampalili
Baletemys kampalili ist ein erst 2022 neu beschriebenes Nagetier aus der Verwandtschaft der Ratten, das auf der zu den Philippinen gehörenden Insel Mindanao am Mount Kampalili und möglicherweise auch anderswo auf der Insel vorkommt.

## Merkmale
Die Art hat eine spitzmausartiges Erscheinungsbild und erreicht eine durchschnittliche Kopf-Rumpf-Länge von 13,5 Zentimeter und ein durchschnittliches Gewicht von 70 Gramm. Der Kopf ist konisch geformt mit einer schmalen, spitz zulaufenden Schnauze. Die Augen und die Ohren sind relativ klein. Die Schnurrhaare sind lang und reichen bis hinter die Spitzen der Ohren. Die längsten Vibrissen haben eine Länge von mehr als 5 Zentimeter. Das Fell ist dicht und am Rücken dunkel rostbraun gefärbt. Der Bauch ist dunkelgrau bis ockerfarben. Der Schwanz ist mit einer Länge von drei Viertel der Kopf-Rumpf-Länge relativ kurz. Er ist einfarbig und dicht mit dunkelbraunen Haaren bedeckt. Die Haare verdecken die Schwanzschuppen teilweise. Die Krallen an den Vorderpfoten sind auffallend lang. Der Daumen hat eine nagelartige Kralle.

## Lebensraum
Die für die Erstbeschreibung untersuchten Exemplare wurden in einem niedrigen, primären Bergnebelwald in Höhen von 1640 und 1900 Metern am Südhang des 2396 Meter hohen Kampalili in der Davao-Region auf Mindanao gefangen. Der Nadelbaum Dacrycarpus cumingii ist dort die dominierende Baumart, außerdem gibt es Südeichen, Syzygium, Litsea, Elaeocarpus, verschiedene Sträucher, Feigen, Rhododendren und Rattanpalmen. Der Boden ist dicht mit Moosen, Gräsern und Ingwer bedeckt. Die 12 bis 20 Meter hohen Bäume tragen Orchideen, Freycinetia, Medinillen, Tetrastigma, Stechwinden, Calamus, Farne, Moose und Flechten als Epiphyten. Die Laubstreu und die Humusschicht sind dick. Die Typusexemplare wurden in mit Regenwürmern als Köder bestückten Fallen gefangen.

## Systematik
Art und Gattung wurden im Jahr 2022 erstmals wissenschaftlich beschrieben. Die Art wurde nach ihrem Fundort benannt, die Gattung nach dem philippinischen Zoologen Danilo S. Balete. Sie gehört zur Rattus-Gruppe in der der Tribus Rattini in der Unterfamilie der Altweltmäuse (Murinae). Zusammen mit den Gattungen Tarsomys, Limnomys und der Philippinischen Waldratte (Rattus everetti) bildet Baletemys kampalili eine auf den Philippinen endemisch vorkommende Klade der Tribus Rattini.